# SDSS J020333.26−010812.5
| SDSS J020333.26−010812.5                                | SDSS J020333.26−010812.5 |
| ------------------------------------------------------- | ------------------------ |
| Beobachtungsdaten Äquinoktium: J2000.0, Epoche: J2000.0 |                          |
| Sternbild                                               | Fische                   |
| Rektaszension                                           | 02h 03m 33s              |
| Deklination                                             | −1° 08′ 12″              |
| Helligkeit (J-Band)                                     | ca. 17 mag               |
| Spektralklasse                                          | ca. L9.5                 |
| Eigenbewegung                                           |                          |
| µα∙cos(δ)                                               | (+361,0 ± 18,3) mas/a    |
| µδ                                                      | (+5,2 ± 18,8) mas/a      |

SDSS J020333.26−010812.5 ist ein später L-Zwerg im Sternbild Fische. Seine Spektralklasse wird auf L9,5 geschätzt.